# Tenuipalpus chamaedorea
Tenuipalpus chamaedorea är en spindeldjursart som beskrevs av Salas och Ochoa 1985. Tenuipalpus chamaedorea ingår i släktet Tenuipalpus och familjen Tenuipalpidae. Inga underarter finns listade i Catalogue of Life.